# Alexi Lalas
Panayotis Alexander „Alexi” Lalas (ur. 1 czerwca 1970 w Birmingham) – amerykański piłkarz grający na pozycji środkowego obrońcy.

## Kariera klubowa
Lalas urodził się w stanie Michigan w rodzinie pochodzenia greckiego. Uczęszczał do Cranbrook Kingswood High School w Bloomfield Hills, a w wieku 11 lat rozpoczął grę w piłkę. W 1987 roku uznano go piłkarzem roku w rozgrywkach szkół średnich. Po ukończeniu szkoły średniej Lalas poszedł na Rutgers University i w latach 1988–1991 występował w tamtejszej drużynie piłkarskiej. W tym okresie doprowadził zespół Scarlet Knights do NCAA Final Four w 1989 roku oraz do National Championship Game w 1990. W 1991 roku został wybrany do pierwszej drużyny All American oraz otrzymał nagrody Hermann Trophy i Missouri Athletic Club Player of the Year. Podczas pobytu na uniwersytecie Alexi trenował także hokej na lodzie.
W 1994 roku Lalas podpisał kontrakt z zespołem włoskiej Serie A, Padovą. Stał się tym samym pierwszym amerykańskim piłkarzem w tej lidze w historii. W barwach Padovy rozegrał 33 spotkania i zdobył 2 gole - w spotkaniach z Interem Mediolan i Milanem. Wystąpił także w wygranym spotkaniu z Genoą, decydującym o utrzymaniu Padovy w lidze. 25 czerwca 1995 Alexi podpisał kontrakt z Major League Soccer, mający na celu późniejszy angaż w zespole nowo powstałej ligi. Start ligi jednak się opóźnił i rundę jesienną sezonu 1995/1996 Lalas spędził w Padovie. W lutym rozegrał swój ostatni mecz w lidze włoskiej przeciwko S.S. Lazio.
Lalas wrócił do Stanów i został zawodnikiem New England Revolution, będącym członkiem Major League Soccer. Zarówno w 1996 jak i 1997 roku był podstawowym zawodnikiem drużyny, a w listopadzie 1997, już po zakończeniu sezonu w MLS, wypożyczono go na miesiąc do ekwadorskiego klubu, Emelec Guayaquil. W grudniu powrócił do New England, ale już 4 lutego 1998 roku został zawodnikiem nowojorskiego MetroStars. Dla MetroStars zdobył 4 gole, ale już po sezonie ponownie zmienił barwy klubowe. Wraz z bramkarzem Tonym Meolą był bohaterem transferu do Kansas City Wizards, którzy 28 stycznia 1999 w zamian za obu zawodników oddali do MetroStars Marka Chunga i Mike’a Ammanna. 10 października po sezonie spędzonym w Wizards Lalas ogłosił zakończenie sportowej kariery. Jednak rok później, 14 stycznia 2001 roku, wrócił do uprawiania futbolu i został zawodnikiem Los Angeles Galaxy. W tym samym roku wygrał wraz z Galaxy US Open Cup, a w 2002 roku MLS Cup oraz dotarł do finału tego pierwszego pucharu. 12 stycznia 2004 ostatecznie zakończył piłkarską karierę.
| Sezon   | Klub                   | Kraj              | Rozgrywki           | Mecze     | Bramki    |
| ------- | ---------------------- | ----------------- | ------------------- | --------- | --------- |
| 1994/95 | Calcio Padova          | Włochy            | Serie A             | 33        | 2         |
| 1995/96 | Calcio Padova          | Włochy            | Serie A             | 11        | 1         |
| 1996    | New England Revolution | Stany Zjednoczone | Major League Soccer | 25        | 1         |
| 1997    | New England Revolution | Stany Zjednoczone | Major League Soccer | 30        | 2         |
| 1997    | CS Emelec              | Ekwador           | Serie A             | 10        | 0         |
| 1998    | MetroStars             | Stany Zjednoczone | Major League Soccer | 25        | 2         |
| 1999    | Kansas City Wizards    | Stany Zjednoczone | Major League Soccer | 30        | 4         |
| 2000    | bez klubu              | bez klubu         | bez klubu           | bez klubu | bez klubu |
| 2001    | Los Angeles Galaxy     | Stany Zjednoczone | Major League Soccer | 11        | 2         |
| 2002    | Los Angeles Galaxy     | Stany Zjednoczone | Major League Soccer | 26        | 4         |
| 2003    | Los Angeles Galaxy     | Stany Zjednoczone | Major League Soccer | 22        | 1         |

## Kariera reprezentacyjna
W reprezentacji Stanów Zjednoczonych Lalas zadebiutował 12 marca 1991 roku w zremisowanym 2:2 spotkaniu z Meksykiem. W 1992 roku wystąpił wraz z kadrą olimpijską na Igrzyskach Olimpijskich w Barcelonie. W 1994 roku został powołany przez Velibora Milutinovicia do kadry na Mistrzostwa Świata, których gospodarzem było USA. Tam był podstawowym zawodnikiem swojej drużyny i wystąpił we wszystkich czterech meczach: grupowych ze Szwajcarią (1:1), z Kolumbią (2:1) i z Rumunią (0:1) oraz w 1/8 finału z Brazylią (0:1). W 1996 roku zaliczył swoje drugie Igrzyska Olimpijskie. Z kolei w 1998 roku na Mundialu we Francji był rezerwowym i nie zagrał w żadnym z meczów. Swój ostatni mecz w drużynie narodowej Alexi rozegrał 30 maja 1998 przeciwko Szkocji (0:0). Łącznie wystąpił w niej 96 razy i zdobył 9 goli.